# Индустрия ИИ в Китае
Индустрия искусственного интеллекта  в Китайской Народной Республике — стремительно развивающаяся отрасль с многомиллиардным оборотом. Истоки развития искусственного интеллекта в Китае берут начало в конце 1970-х годов после проведения Дэн Сяопином экономических реформ, которые определили науку и технологии как основную производительную силу страны.
Начальные этапы развития искусственного интеллекта в Китае проходили медленно и столкнулись со значительными трудностями из-за нехватки ресурсов и талантливых специалистов. Вначале Китай отставал от большинства западных стран в области развития ИИ. Большая часть исследований проводилась учеными, получившими высшее образование за рубежом.
С 2006 года правительство Китайской Народной Республики последовательно разрабатывало национальную программу развития искусственного интеллекта и стало одной из ведущих стран в области исследований и разработок ИИ. В 2016 году Коммунистическая партия Китая (КПК) опубликовала свой 13-й пятилетний план, в котором поставила цель стать мировым лидером в области ИИ к 2030 году.
Государственный совет составил список «национальных команд ИИ», в который вошли пятнадцать китайских компаний, включая Baidu, Tencent, Alibaba, SenseTime и iFlytek. Каждая компания должна возглавить развитие определенного специализированного сектора ИИ в Китае, такого как распознавание лиц, программное/аппаратное обеспечение и распознавание речи. Стремительное развитие ИИ в Китае оказало значительное влияние на китайское общество во многих областях, включая социально-экономическую, военную и политическую сферы. Сельское хозяйство, транспорт, гостиничный бизнес и общественное питание, а также производство являются основными отраслями, которые будут наиболее затронуты дальнейшим внедрением ИИ.
Частный сектор, университетские лаборатории и военные сотрудничают во многих аспектах, поскольку существующих границ практически не существует. В 2021 году Китай опубликовал Закон о безопасности данных КНР - первый национальный закон, касающийся этических проблем, связанных с ИИ. В октябре 2022 года федеральное правительство США объявило о введении ряда мер экспортного контроля и торговых ограничений, призванных ограничить доступ Китая к передовым компьютерным чипам для применения ИИ.
Были высказаны опасения по поводу влияния режима цензуры китайского правительства на развитие  искусственного интеллекта и привлечение талантов в связи с состоянием демографии страны.

## История
Исследования и разработки искусственного интеллекта в Китае начались в 1980-х годах после того, как Дэн Сяопин объявил о важности науки и технологий для экономического роста Китая.

### Конец 1970-х - начало 2010-х годов
Исследования и разработки в области искусственного интеллекта не начинались до конца 1970-х годов, после экономических реформ Дэн Сяопина. Хотя исследования, связанные с ИИ, отсутствовали в 1950-х и 1960-х годах, некоторые ученые считают, что это связано с влиянием кибернетики из Советского Союза, несмотря на советско-китайский раскол в конце 1950-х и начале 1960-х годов. В 1980-х годах группа китайских ученых начала исследования в области ИИ под руководством Цянь Сюэсэня и У Вэньцзюня. Однако в то время китайское общество все еще имело в целом консервативный взгляд на ИИ. Раннее развитие ИИ в Китае было сложным, поэтому правительство Китая решало эти проблемы, отправляя китайских ученых за границу для изучения ИИ и предоставляя государственное финансирование исследовательских проектов. Китайская ассоциация искусственного интеллекта (CAAI) была основана в сентябре 1981 года и была уполномочена Министерством гражданских дел. Первым председателем исполнительного комитета был Цинь Юаньсюнь, получивший докторскую степень по философии в Гарвардском университете. В 1987 году Университет Цинхуа опубликовал первую в Китае исследовательскую работу по искусственному интеллекту. Начиная с 1993 года, интеллектуальная автоматизация и интеллект стали частью национального технологического плана Китая.
С 2000-х годов китайское правительство дополнительно расширило финансирование исследований и разработок в области ИИ, и количество спонсируемых государством исследовательских проектов значительно увеличилось. В 2006 году Китай объявил приоритетным направлением политики развитие искусственного интеллекта, которое было включено в Национальный среднесрочный и долгосрочный план развития науки и технологий (2006-2020), выпущенный Государственным советом. В том же году искусственный интеллект был также упомянут в 11-м пятилетнем плане.
В 2011 году Ассоциация по развитию искусственного интеллекта (AAAI) открыла филиал в Пекине, Китай. В том же году была учреждена премия по науке и технологиям в области искусственного интеллекта имени У Вэньцзюня в честь китайского математика У Вэньцзюня, которая стала высшей наградой за китайские достижения в области искусственного интеллекта. Первая церемония награждения состоялась 14 мая 2012 года. В 2013 году в Пекине прошла Международная объединенная конференция по искусственному интеллекту (IJCAI), впервые проведенная в Китае. Это событие совпало с объявлением китайским правительством "Года китайского интеллекта", что стало важной вехой в развитии искусственного интеллекта в Китае.

## Влияние

### Экономическое влияние
Большинство агентств[кто?] оптимистично оценивают экономическое влияние ИИ на долгосрочный экономический рост Китая. В прошлом традиционные отрасли промышленности Китая сталкивались с ростом затрат на рабочую силу из-за растущего старения населения и низкой рождаемости. С внедрением ИИ ожидается снижение операционных расходов, в то время как повышение эффективности приведет к росту доходов. Некоторые подчеркивают важность четкой политики и государственной поддержки для преодоления барьеров внедрения, включая затраты и нехватку должным образом подготовленных технических талантов и осведомленности об ИИ. Однако существуют опасения по поводу углубляющегося неравенства доходов в Китае и постоянно расширяющегося дисбаланса на рынке труда. Развитие ИИ в Китае может наиболее негативно сказаться на работниках с низким и средним уровнем дохода, поскольку растет спрос на рабочую силу с передовыми навыками. Кроме того, экономический рост Китая может быть непропорционально разделен, поскольку большинство промышленных разработок, связанных с ИИ, сосредоточено в прибрежных регионах, а не во внутренних районах.
Влиятельным решением Пекинского интернет-суда было установлено, что контент, созданный ИИ, имеет право на защиту авторских прав.

### Военное влияние
Китай стремится создать "военные силы мирового класса" путем "интеллектуализации" с особым упором на использование беспилотного оружия и искусственного интеллекта.
Страна исследует различные типы воздушных, наземных, морских и подводных автономных аппаратов. Весной 2017 года гражданский китайский университет, имеющий связи с военными, продемонстрировал на авиашоу рой из 1000 беспилотных летательных аппаратов с поддержкой ИИ. В опубликованном после этого сообщении СМИ была показана компьютерная симуляция того, как подобный рой обнаружил и уничтожил ракетную установку. Публикации в открытых источниках указывают на то, что Китай также разрабатывает набор инструментов ИИ для кибервойны. Развитие военного ИИ в Китае во многом обусловлено наблюдением Китая за планами США по оборонным инновациям и опасениями по поводу увеличивающегося "разрыва поколений" по сравнению с американскими военными. Подобно военным концепциям США, Китай стремится использовать ИИ для обработки больших массивов разведданных, создания общей оперативной картины и ускорения принятия решений на поле боя. Китайская концепция многодоменной высокоточной войны (MDPW) считается ответом Китая на американскую стратегию объединенного комбинированного командования и управления (JADC2), которая стремится интегрировать сенсоры и оружие с ИИ и мощной сетью.

## Ведущие компании
Среди ведущих компаний и стартапов, ориентированных на ИИ, — Baidu, Tencent, Alibaba, SenseTime, 4Paradigm и Yitu Technology. Китайские компании iFlytek, SenseTime, Cloudwalk и DJI привлекли к себе внимание благодаря технологиям распознавания лиц, звуков и дронов.
Китайское правительство придерживается рыночного подхода к ИИ и стремится поощрять частные технологические компании в развитии ИИ. В 2018 году оно назвало Baidu, Alibaba, iFlytek, Tencent и SenseTime «чемпионами в области ИИ».
В 2023 году Tencent представила свою большую языковую модель Hunyuan для корпоративного использования на Tencent Cloud.
Среди новых ведущих ИИ-стартапов — Baichuan, Zhipu AI, Moonshot AI и MiniMax, которые были названы инвесторами новыми «тиграми ИИ» Китая в 2024 года. 01.AI также был назван ведущим стартапом.
В январе 2025 года DeepSeek запустила свою модель DeepSeek-R1 и удивила Западный мир. Её производительность при минимальных требованиях к оборудованию сопоставима с ведущими моделями в США. DeepSeek является дочерней компанией High-Flyer, частной компании в Ханчжоу, Чжэцзян.
| Год  | Компания                       | Специализация в ИИ                     |
| ---- | ------------------------------ | -------------------------------------- |
| 2017 | Alibaba Cloud (阿里云)         | Умный город                            |
| 2017 | Baidu (百度)                   | Автономное вождение                    |
| 2017 | Tencent (腾讯)                 | Медицинская разведка                   |
| 2017 | iFlytek (科大讯飞)             | Распознавание голоса                   |
| 2018 | SenseTime (商汤)               | Интеллектуальное зрение                |
| 2019 | Yitu (依图科技)                | Визуальные вычисления                  |
| 2019 | Minglamp Technology (明略科技) | Интеллектуальный маркетинг             |
| 2019 | Huawei (华为)                  | Программное обеспечение и Оборудование |
| 2019 | Pingan (中国平安)              | Финансовый мониторинг                  |
| 2019 | Hikvision (海康威视)           | Видеоаналитика                         |
| 2019 | JD.com (京东)                  | Умная цепочка поставок                 |
| 2019 | Megvii (旷世科技)              | Визуальное восприятие                  |
| 2019 | Qihoo 360 (奇虎360)            | Безопасность и умный мозг              |
| 2019 | TAL Education Group (好未来)   | Образование                            |
| 2019 | Xiaomi (小米)                  | Домашняя автоматизация                 |

## Оценка
Ученый Цзинхань Цзэн утверждал, что стремление китайского правительства к мировому лидерству в области ИИ и технологическому соперничеству было обусловлено его прежним отставанием в инновациях, которое КПК рассматривала как часть века унижения. По мнению Цзэна, существуют исторически обусловленные причины беспокойства Китая о необходимости обеспечения международного технологического господства – Китай пропустил обе промышленные революции: начавшуюся в Британии в середине XVIII века и зародившуюся в Америке в конце XIX века. Поэтому правительство Китая стремится использовать технологическую революцию в современном мире, возглавляемую цифровыми технологиями, включая ИИ, чтобы вернуть Китаю его "законное" место и осуществить национальное возрождение, предложенное Си Цзиньпином.
Статья, опубликованная Центром новой американской безопасности, пришла к выводу, что китайские правительственные чиновники продемонстрировали удивительно глубокое понимание вопросов, связанных с ИИ и международной безопасностью. Это включает знание дискуссий о политике США в области ИИ, и рекомендовала "сообществу политиков США аналогичным образом уделять приоритетное внимание развитию экспертизы и пониманию разработок ИИ в Китае" и обеспечить "финансирование, целенаправленность и готовность политиков США проводить необходимые масштабные изменения". Статья в MIT Technology Review пришла к аналогичному выводу: "Китай может иметь беспрецедентные ресурсы и огромный неиспользованный потенциал, но Запад обладает  обладает ведущим мировым опытом и сильной исследовательской культурой. Вместо того чтобы беспокоиться о прогрессе Китая, западным странам было бы разумно сосредоточиться на своих существующих сильных сторонах, активно инвестируя в исследования и образование".
Режим цензуры китайского правительства затормозил развитие генеративного искусственного интеллекта.
В тексте 2021 года Исследовательский центр по комплексному подходу к национальной безопасности при Китайском институте современных международных отношений написал, что развитие ИИ создает проблемы для комплексной национальной безопасности, включая риски того, что ИИ усилит социальную напряженность или окажет дестабилизирующее влияние на международные отношения.
С точки зрения китайского марксизма, ученые, включая Гао Цици и Пань Энжуна, утверждают, что капиталистическое применение ИИ приведет к большему угнетению рабочих и более серьезным социальным проблемам. Гао указывает на то, как развитие ИИ увеличило власть компаний, таких как Meta, Twitter и Alphabet, что привело к большей к большему накоплению капитала и политической власти у меньшего числа экономических субъектов. По мнению Гао, государство должно быть основным ответственным субъектом в области генеративного ИИ (создание нового контента, например, музыки или видео). Гао пишет, что военное использование ИИ рискует усилить военное соперничество между странами, и что влияние ИИ в военных вопросах не будет ограничено одной страной, а будет иметь побочные эффекты.
Между китайскими и западными экспертами по ИИ проводились диалоги об экзистенциальном риске от искусственного интеллекта.

### Общественное мнение
Китайская общественность в целом оптимистично настроена в отношении ИИ. Исследование 2021 года, проведенное в 28 странах, показало, что 78% китайской общественности считает, что преимущества ИИ перевешивают риски - это самый высокий показатель среди всех стран, участвовавших в исследовании. В 2024 году опрос студентов элитных китайских университетов показал, что 80% согласны или полностью согласны с тем, что ИИ принесет обществу больше пользы, чем вреда, а 31% считают, что он должен регулироваться правительством.

### Права человека
Широко используемое распознавание лиц с помощью ИИ вызывает серьезные опасения. По данным The New York Times, внедрение технологии искусственного распознавания лиц в Синьцзяне для выявления уйгуров - "первый известный пример того, как правительство намеренно использует искусственный интеллект для расового профилирования" что называют "одним из самых ярких примеров цифрового авторитаризма". Исследователи обнаружили, что в Китае районы с более высоким уровнем беспорядков связаны с увеличением государственного приобретения технологий распознавания лиц на основе ИИ, особенно местными муниципальными полицейскими управлениями.